# Туюн (река)
Туюн (с эвенк. угощение) — река в Хабаровском крае России, правый приток Буреи. Длина реки — 200 км, площадь бассейна — 3420 км².
Носит горно-таёжный характер. Исток — в западных отрогах хребта Турана. В среднем течении вдоль реки проходит линия Дальневосточной железной дороги.

## Данные водного реестра
По данным государственного водного реестра России относится к Амурскому бассейновому округу, речной бассейн реки — Амур, речной подбассейн реки — Бурея, водохозяйственный участок реки — Бурея от истока до Бурейского гидроузла.
Код объекта в государственном водном реестре — 20030500112118100044799.

### Наиболее значимые притоки (км от устья)
- 49 км: река Талибджан (пр)

## Природа
Река протекает по зоне тайги и хвойно-широколиственных лесов. В тайге чаще всего встречаются даурская лиственница и сосна. Хвойно-широколиственная часть представлена лиственными породами. Это преимущественно дуб, клён, липа, ильим.
Лето на Туюне весьма дождливое, что обусловлено влиянием летнего муссона с Тихого Океана. Самые влажные месяцы июль и август.
Питание реки: 50-70 % дождевое, 10-30 % подземное.

## Туризм
Река относится к II—III категории сложности (в разное время года). На реке несколько крупных порогов: Бам (перепад 1 м), Бутылка-1, Бутылка-2, Талибджан, Связист. Сразу после порога Талибджан существует оборудованная стоянка для туристов с бревенчатой баней.

## Галерея

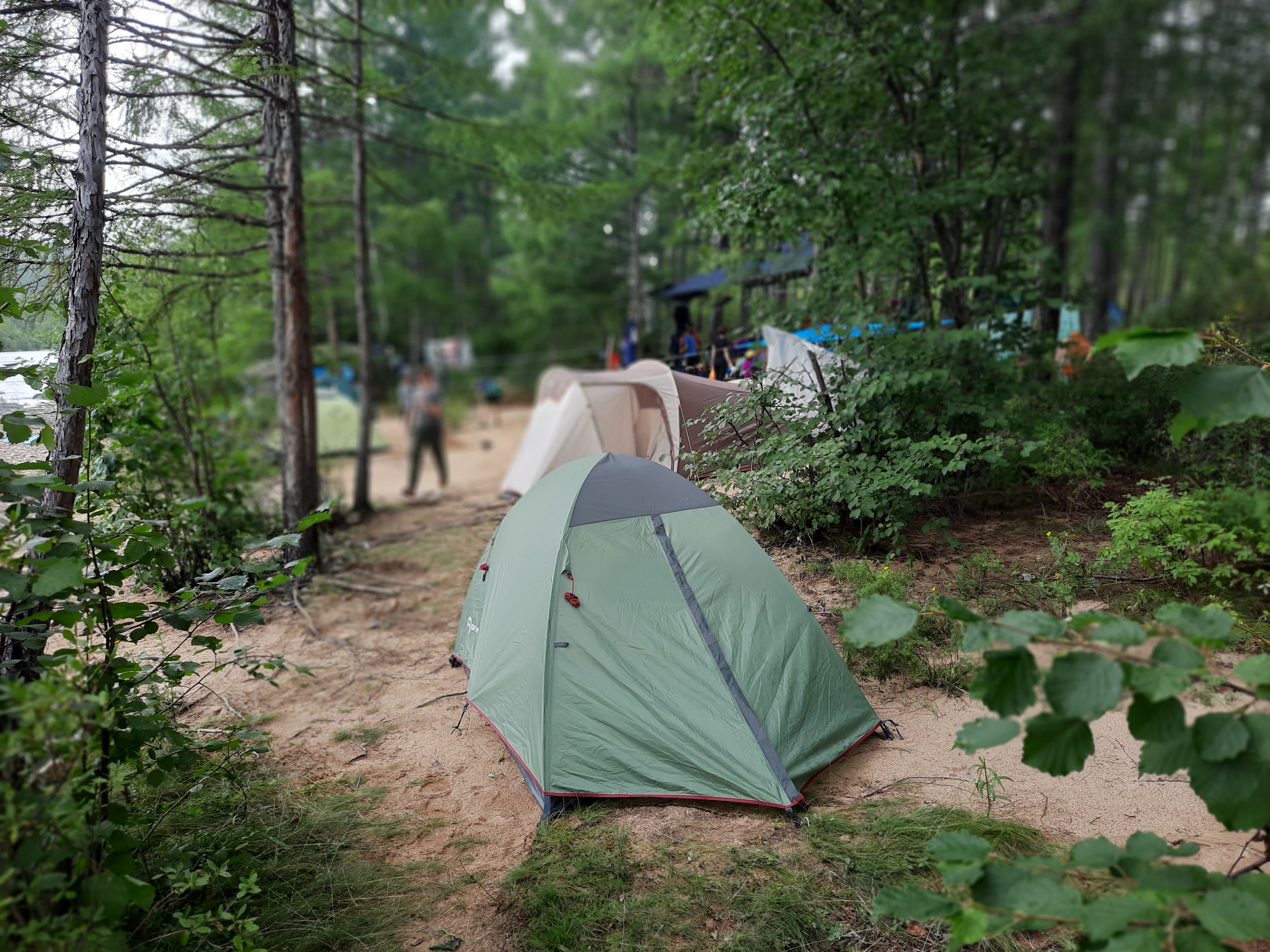
Палаточный лагерь туристов
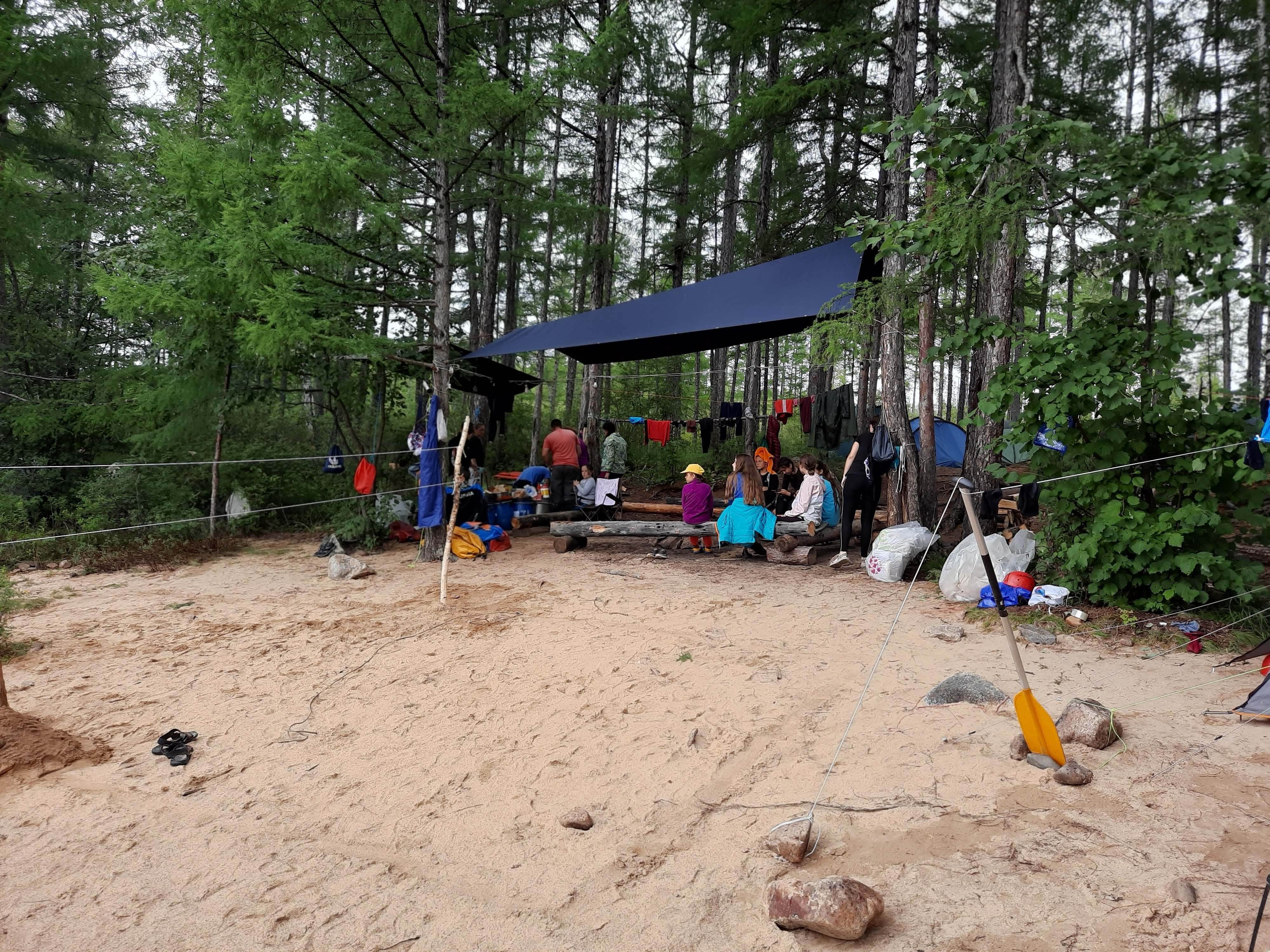
Обед туристов. Туюн.
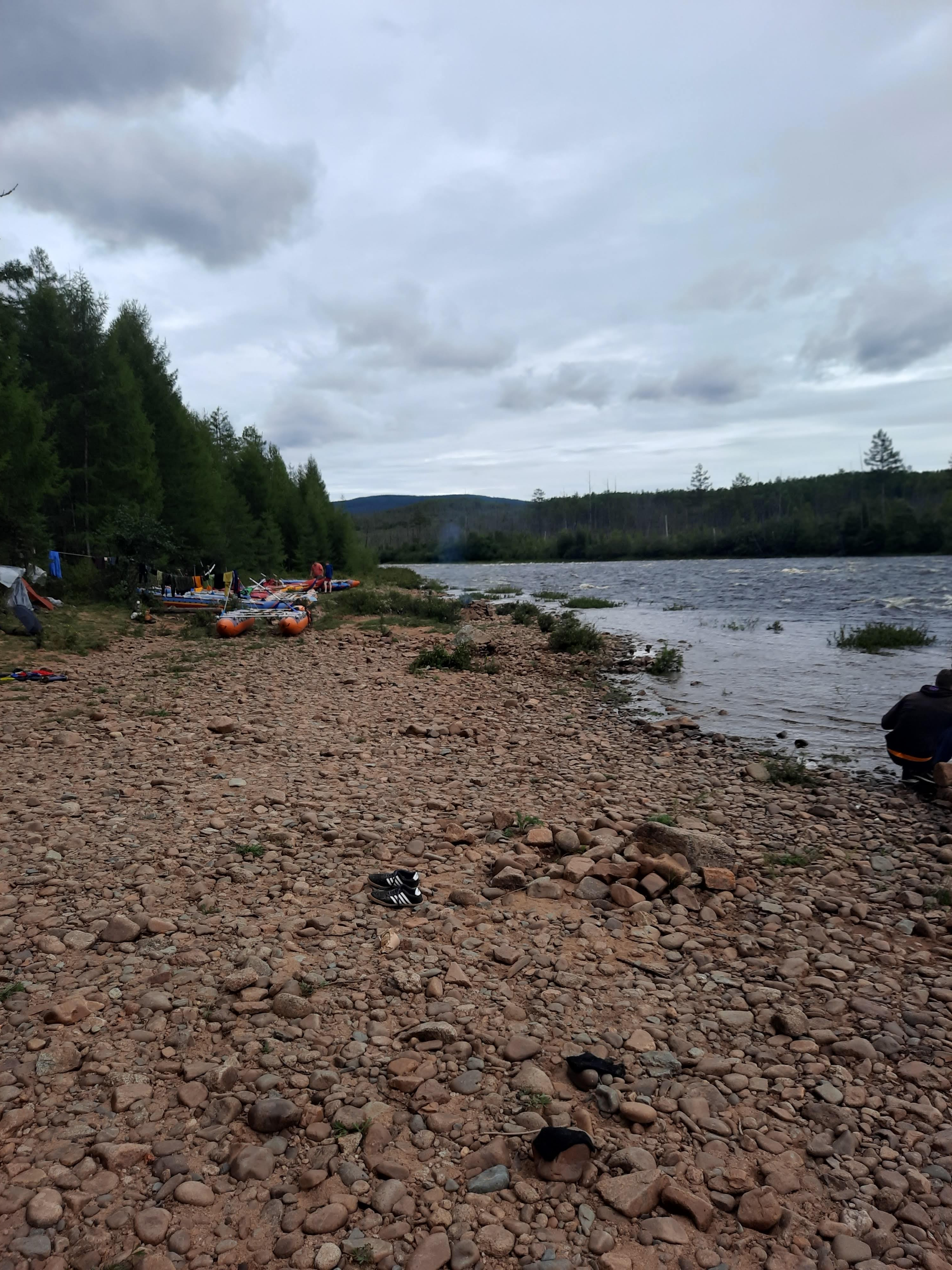
Берег реки. Туюн.
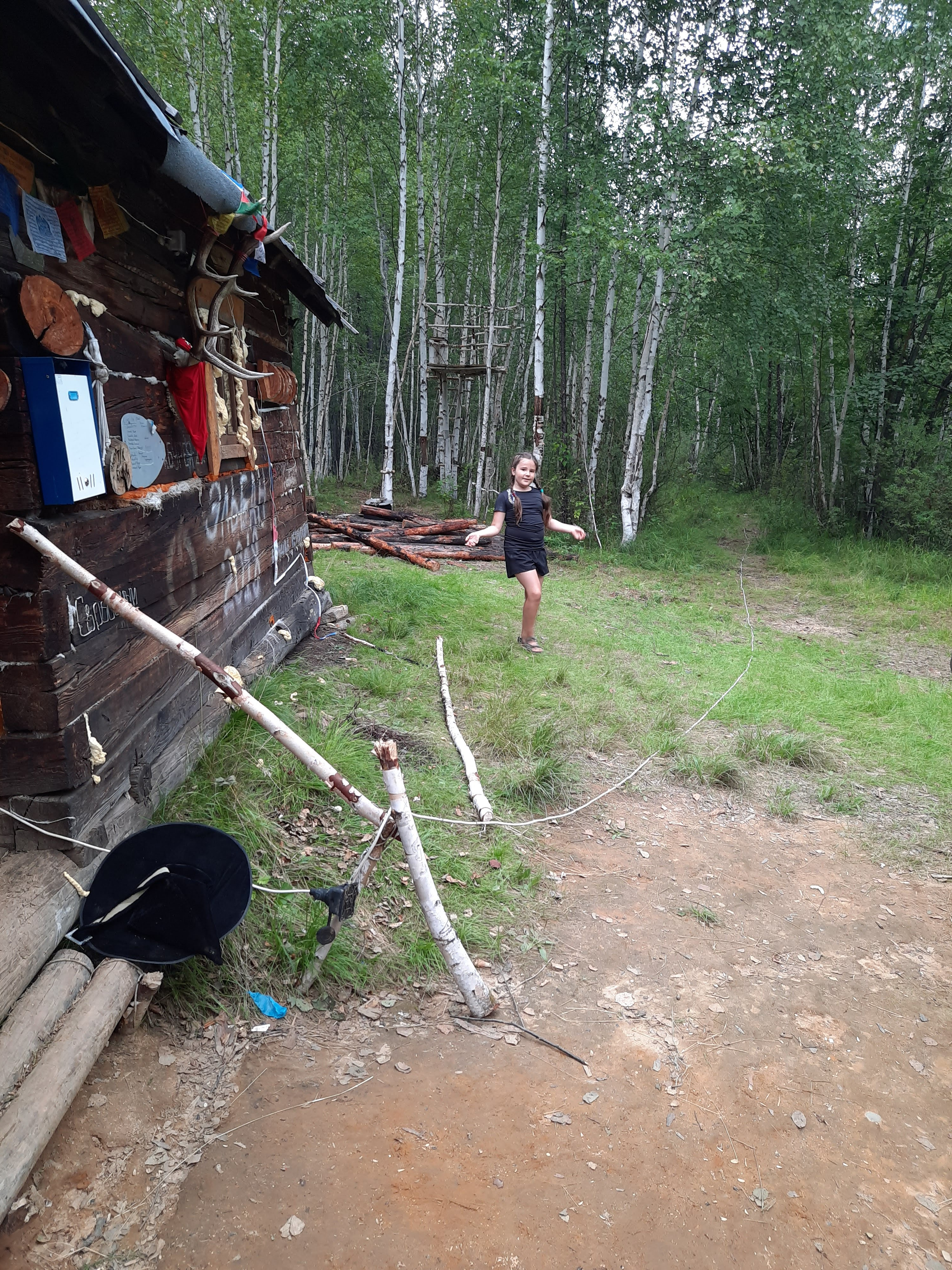
Лагерь туристов. Баня. Туюн.